# Petropavlivka, Bratske
Petropavlivka (în ucraineană Петропавлівка) este localitatea de reședință a comunei Petropavlivka din raionul Bratske, regiunea Mîkolaiiv, Ucraina.

## Demografie
Componența lingvistică a localității Petropavlivka
     Ucraineană (69,96%)
     Rusă (27,8%)
     Română (2,09%)
Conform recensământului din 2001, majoritatea populației localității Petropavlivka era vorbitoare de ucraineană (69,96%), existând în minoritate și vorbitori de rusă (27,8%) și română (2,09%).